# Тім Смолдерс
Тім Смолдерс (нід. Tim Smolders, нар. 26 серпня 1980, Гел) — бельгійський футболіст, що грав на позиції півзахисника. По завершенні ігрової кар'єри — тренер.

## Ігрова кар'єра
У дорослому футболі дебютував 1998 року виступами за команду «Брюгге», в якій провів шість сезонів, взявши участь у 63 матчах чемпіонату. За цей час виборов титул чемпіона Бельгії.
Згодом з 2004 по 2015 рік грав у складі нідерландського «Росендала», а також на батьківщині за «Шарлеруа», «Гент» та «Серкль».
Протягом 2015—2018 років грав за нижчоліговий «Звевезеле».

## Кар'єра тренера
Перший досвід тренерської роботи отримав ще граючи на полі як помічник головного тренера «Серкля» у 2014—2015 роках.
Згодом входив до тренерських штабів юнацької збірної Бельгії (U-19) та молодіжної команди «Брюгге».
2021 року очолив футбольну академію «Брюгге».

## Титули і досягнення
- Чемпіон Бельгії (1):

«Брюгге»: 2002-2003
- Володар Кубка Бельгії (2):

«Брюгге»: 2002, 2004
- Володар Суперкубка Бельгії (3):

«Брюгге»: 1998, 2002, 2003